# 松原孝明
松原 孝明（まつばら たかあき、1975年7月14日 - ）は、日本の法学者、評論家、音楽家。専門は民法、不法行為法、交通法、医事法、看護関係法規。大東文化大学法学部法律学科・大学院法学研究科教授、国土交通省交通事故相談員総合支援事業編集委員、日本賠償科学会評議員。兄（異父兄）は元参議院議員、自民党副幹事長、プロレスラー、俳優の大仁田厚。上智大学、埼玉大学、慶應義塾大学（過去、新潟大学、群馬大学、日本女子大学、明治学院大学、尚美学園大学）などでも講義を担当している。

## 人物
兵庫県西宮市にて松原茂二、巾江の次男として出生。東京都三鷹市で幼少期を過ごし、その後長崎市に転居。大学進学を契機に東京に転居。
法律学者、民法学者として過失相殺や共同不法行為、因果関係、違法性論など不法行為法に関する論文が多い。
音楽、文化、文学、歴史学、政治哲学への造詣が深くメディアコメンテーターとして評論活動や企業、大学、各種学校での講演活動を行っている。また、大学において、ハラスメントに関する委員長を長年務めた経験から、ハラスメント問題についての講演を行うことも多い。これまで、メインレギュラーコメンテーターとして出演した番組としては、「岩城一生イッセーのせ」（FM葛飾）「Lip ミュージックサロン」「松原孝明の永田町ナビ」「花井幸二ニュースの大学」（レインボータウンFM）「Topics cutting edge」(Tokyo Star Radio)など。また、一般社団法人チェンジメーカーズ国際人材研究所理事として国際人材塾を定期的に開催し、教養ある国際人材の育成にあたっている。千葉商科大学客員教授の加賀博と共に就職活動に関する書籍等を執筆している。特定非営利活動法人ふるさとテレビ顧問、一般社団法人日本ネパール友好親善協会理事、日乃元の会発起人、日本の真の独立を目指す有識者会議有識者議員、国土交通省交通事故相談員総合支援事業編集委員、日本賠償科学会評議員などを務めている。
ミュージシャン活動としてはNSP天野滋のプロデュースの下、三井由紀、池田友美、河端久雄とともに画家フランクステラの作品名に因んだトムリンソン・コート・パーク（所属事務所が同じだった猫沢エミが命名）を結成し、リーダー、ギタリストとしてオリジナルアルバム4枚、オムニバスアルバム1枚（spoonful名義）、ソロアルバム1枚（松原孝明名義）をリリースしており、また他のアーティストへの楽曲提供、プロデュースを行っている。天野滋の逝去後は、音楽活動を休止している。当初、ギターの腕前に自信がなく、ファーストアルバムでは椎名林檎のアルバムのギタリストでありONE OK ROCKのプロデュース等を手掛ける鈴木玲史 (Akkin) がほとんどのギターを弾いた。
阪神タイガースファンである。

## 経歴（非常勤・客員教員以外）
出典：
- 1988年3月 長崎市立西北小学校卒業
- 1991年3月 長崎大学教育学部附属中学校卒業
- 1994年3月 青雲高等学校卒業
- 1998年3月 上智大学法学部法律学科卒業
- 2001年3月 上智大学大学院法学研究科博士前期課程修了
- 2004年3月 上智大学大学院法学研究科博士後期課程単位取得満期退学
- 2005年4月 大東文化大学法学部法律学科専任講師
- 2008年4月 大東文化大学法学部法律学科・大学院法学研究科准教授
- 2013年4月 大東文化大学法学部法律学科・大学院法学研究科教授
- 2015年4月 大東文化大学大学院法学研究科専攻主任
- 2017年4月 大東文化大学法学部部法律学科主任
- 2021年4月 大東文化大学法学研究所長
- 2022年4月 国土交通省交通事故相談員総合支援事業編集委員
- 2024年4月 大東文化大学国際交流センター所長・北京事務所長（法学研究所長兼任）[19]

## 出演番組
- たけしの元気がでるテレビ（日本テレビ）
- 爆報！THEフライデー (TBS)[20][21]
- Kiss my fake (TBS)[22]
- 芸能人ウワサの美人妻&イケメン夫（日本テレビ）
- 最後の一日、最後の言葉（日本テレビ）
- 人生が変わる1分間の深イイ話[23]（日本テレビ）
- 岩城一生イッセーのせ（FM葛飾）- パーソナリティー
- Lip ミュージックサロン（レインボータウンFM）メインパーソナリティー
- 松原孝明の永田町ナビ（レインボータウンFM）メインパーソナリティー
- 花井幸二のニュースの大学（レインボータウンFM）メインパーソナリティー
- 冨永裕輔癒しの森 (Tokyo Star Radio) - ゲスト
- あかぞうの『飛び出せ！レインボーズ♥』(Tokyo Star Radio) - ゲスト
- Topics cutting edge (Tokyo Star Radio) メインナビゲーター[24]
- 佐野美和アグリー (Tokyo star radio) - ゲスト
- 第77回日本ベンチャー大學放送室 (Tokyo FM) - ゲスト[25]

## 講演・対談等
- NIHONDO 早朝ゼミ『保守論ー保守とはなにか？右でも左でもなく前へ』（日本道チャンネル）
- NIHONDO 早朝ゼミ『日本人にとっての【～道】とは』（日本道チャンネル）[26]
- NIHONDO 早朝ゼミ『国家とはなにか？アンダーソン「想像の共同体」』（日本道チャンネル）[27]
- NIHONDO 早朝ゼミ『オルテガ・イガゼットー大衆の反逆』（日本道チャンネル）
- NIHONDO 早朝ゼミ『ジョルジョ・アガンベン、剥き出しの生とは』（日本道チャンネル）
- NIHONDO 早朝ゼミ『アレクシ・ド・トクヴィルーアメリカの民主政治』（日本道チャンネル）
- NIHONDO 早朝ゼミ『コスパ主義・タイパ主義の先にあるもの』（日本道チャンネル）
- 『次世代リーダーに必要なスキル』（調布市グリーンホール、2023年3月4日）
- 『二つの顔をもつ穂積陳重ー穂積陳重の法律進化論と祖霊祭祀論』（歴史認識研究会、星稜会館、2024年4月26日）
- 『戦後日本の保守思想を分析する―福田恆存・小林秀雄・山本七平』（文京シビックホール、2024年6月16日）
- 『日本を語るワインの会（第256回）』（アパグループ代表取締役会長・元谷外志雄、衆議院議員・高橋英明、元復興大臣・渡辺博道と共に）（2024年9月11日、Appletown411号掲載）
- 『民法における「帰責原理」−交通事故の諸断面を素材にして」（2024年度国土交通省交通事故相談員総合支援事業研修会、2024年10月16日）
- 『アカデミックハラスメントアウトとセーフの境界線』（日本放射線腫瘍学会第37回学術大会、2024年11月21日）
- 『保守主義とはなにか？我々は何に抗うべきなのか？』（水交会館、2024年11月30日）
- 『大学院生研究指導の在り方 ～ハラスメント防止の観点から～』（順天堂大学、2024年12月16日）

## 著書（共著、共訳を含む）
- 松原孝明著（単著）『看護・医療を学ぶ人のためのよくわかる関係法規【第3改訂版】』（学研メディカル秀潤社、2025年）
- 島村健・大久保邦彦ほか編（共著）『環境法の開拓線』（第一法規、2023年）
- 国土交通省総合政策局編（共著）『交通事故相談ハンドブック 実務編2024』（国土交通省、2025年）
- 国土交通省総合政策局編（共著）『交通事故相談ハンドブック 資料編2023』（国土交通省、2024年）
- 国土交通省総合政策局編（共著）『交通事故相談ハンドブック 事例編2022』（国土交通省、2023年）
- 松原孝明著（単著）『看護・医療を学ぶ人のためのよくわかる関係法規【第2改訂版】』（学研メディカル秀潤社、2022年）
- 松原孝明、堀川信一編著（共編著）『民法入門0 ウォーミングアップ編』（尚学社、2022年）
- 松原孝明、堀川信一編著（共編著）『民法入門Ⅱ物権法』（尚学社、2022年）
- 水野信子・水野敏子・高山成子編（共著）『最新老年看護学〔第4版〕』（日本看護協会出版会、2022年）
- 石山文彦、堀川信一、山本紘之編（共著）『ウォーミングアップ法学〔第2版〕』（ナカニシヤ出版、2021年）
- 松原孝明、堀川信一編著（共編著）『民法入門Ⅲ 債権法』（尚学社、2021年）
- 松原孝明、堀川信一編著（共編著）『民法入門Ⅰ 民法総則』（尚学社、2020年）
- 松原孝明著（単著）『看護・医療を学ぶ人のためのよくわかる関係法規【第1版】』（学研メディカル秀潤社、2019年）
- 深堀浩樹・酒井郁子編（共著）『認知症plus退院支援』（日本看護協会、2019年）
- いほうの会編（共著）『医と法の邂逅第3集』（尚学社、2018年）
- 窪田充見、山本豊、古笛恵子編（共著）『交通事故判例百選（第5版）』（有斐閣、2017年）
- 松原孝明、加賀博著（共著）『みんなで考えよう就活と採用』（日本生産性本部、2015年）
- 円谷峻編著（共著）『民法改正案の検討第1巻』（成文堂、2013年）
- 石山文彦編（共著）『ウォーミングアップ法学〔初版〕』（ナカニシヤ出版、2009年）
- 生命倫理百科事典翻訳刊行委員会編（共訳）『生命倫理百科事典』（丸善書店、2007年）

## ディスコグラフィ
| 枚  | 発売日 | タイトル                                           | 品番      | 収録曲 |
| --- | ------ | -------------------------------------------------- | --------- | --- |
| 1st | 1999年 | 『tomlinson courrt park』 （天野滋プロデュース）   | Clip-8001 | 1. windy afternoon（詞・曲：松原孝明） 2. Holiday hyms（詞・曲：松原孝明） 3. Where is ?（詞・曲：松原孝明） 4. Happy days?（詞：松原孝明・Tommomi stella・曲：河端久雄） 5. Say dood-bay to my lazy days（詞・曲：松原孝明） 6. entropy（詞・曲：松原孝明） 7. Wondering（詞・曲：松原孝明）                                    |
| 2nd | 2002年 | 『tomlinson courrt park2』 （天野滋プロデュース）  | Clip-8002 | 1. シニカル（詞：松原孝明・曲：河端久雄） 2. Tomorrow you know（詞・曲：松原孝明） 3. Panzaer schemes（詞・曲：松原孝明） 4. I can be free la la （詞：松原孝明 曲：河端久雄） 5. Beyond the door （詞：松原孝明 曲：Yuki stella） 6. モノクローム（詞・曲：松原孝明） 7. 日曜日の朝（詞：松原孝明 曲：松原孝明・Tomomi stella） |
| 3rd | 2003年 | 『tomlinson courrt park３』 （天野滋プロデュース） | Clip-8003 | 1. flourish（詞：松原孝明・曲：河端久雄） 2. ヨコガオ（詞:Tomomi stella・曲：松原孝明） 3. 朝日の真ん中で（詞・曲：松原孝明） 4. orange smile（詞・曲：Yuki stella） 5. pool side music（詞：松原孝明・曲：河端久雄） 6. Good Morning Good Morning（詞・曲：松原孝明） 7. Out of the Blue（詞：松原孝明・曲：河端久雄）          |
| 4th | 2004年 | 『tomlinson courrt park4』 （天野滋プロデュース）  | Clip-8004 | 1. As you are（詞・曲：松原孝明） 2. それから（詞・曲：河端久雄） 3. Green fields（詞・曲：Yuki stella） 4. About a boy（詞・曲：松原孝明） 5. アンテナ（詞：Tomomi stella・曲：松原孝明） 6. アイボリー（詞・曲：Yuki stella） 7. Gemini（詞・曲：Tomomi stella）                                                               |

その他の作品（オムニバス等）
- 松原孝明『White haze』（impression records 1998年 品番THYS-9702）（廃版）
- spoonful『clip records omnibus』（clip records 1999年、品番clip-50001）（廃盤）天野滋プロデュース

## 連載
- 「一言」（日本生産性新聞）2015年9月～（不定期）
- 「医療裁判ケースファイル」（ナーシングキャンバス、学研）2018年4月～（継続中）
- 「医療と法に関するcutting-edge topics」（ナーシング、学研）2021年3月～（継続中）

## 所属学会
- 日本私法学会（国内）
- 日本賠償科学会（国内）
- 日本交通法学会（国内）